# Laurent Fabius
Pour les articles homonymes, voir Fabius.
Laurent Fabius [lɔʁɑ̃ fabjys], né le 20 août 1946 à Paris, est un homme d'État français.
Membre du Parti socialiste à partir de 1974, il est député de la 2e circonscription de la Seine-Maritime de 1978 à 1981.
Sous la présidence de François Mitterrand et dans les trois gouvernements de Pierre Mauroy, il est ministre du Budget, de 1981 à 1983, puis de l'Industrie et de la Recherche, de 1983 à 1984. Il est nommé, en juillet 1984, Premier ministre, devenant le plus jeune chef de gouvernement de la Cinquième République à 37 ans (il détient ce record pendant 39 ans, avant la nomination de Gabriel Attal à 34 ans). Il occupe cette fonction jusqu'à la défaite de la gauche aux élections législatives de 1986. Il retrouve ensuite son mandat de député de la Seine-Maritime.
Après la victoire de la gauche aux élections législatives de 1988, il est élu président de l'Assemblée nationale. Il doit alors faire face à l'affaire du sang contaminé, dans laquelle il est relaxé mais qui entache durablement sa popularité. Il démissionne de la présidence de l'Assemblée nationale en 1992 pour devenir premier secrétaire du PS. Il quitte la tête du parti un an plus tard, après la défaite de la gauche lors des élections législatives. La victoire de la « gauche plurielle » aux élections législatives de 1997 lui permet d'accéder à nouveau à la présidence de l'Assemblée. Trois ans plus tard, en 2000, il est nommé ministre de l'Économie, des Finances et de l'Industrie dans le gouvernement Lionel Jospin.
Il prend une position minoritaire au sein du Parti socialiste en appelant à voter « non » au référendum de 2005 sur le traité établissant une constitution pour l'Europe. En 2006, il se porte candidat à la primaire socialiste en vue de l'élection présidentielle de 2007, mais il est devancé par Dominique Strauss-Kahn et par Ségolène Royal, qui l'emporte.
À la suite de l'élection de François Hollande à la présidence de la République, il est ministre des Affaires étrangères dans les deux gouvernements Jean-Marc Ayrault, de 2012 à 2014 (redevenant « numéro 2 »), date à laquelle il voit ses compétences élargies au Développement international au sein du gouvernement Manuel Valls.
En 2016, il quitte le ministère des Affaires étrangères pour devenir président du Conseil constitutionnel, ayant été nommé par François Hollande en remplacement de Jean-Louis Debré. Il quitte ensuite ses fonctions le 8 mars 2025, et est remplacé par Richard Ferrand au Conseil constitutionnel.

## Situation personnelle

### Famille et enfance
Laurent Fabius est le fils d’André Fabius (1908-1984), antiquaire issu d'une famille juive lorraine qui se convertit par la force des choses au catholicisme pendant la Seconde Guerre mondiale, et de Louise Strasburger-Mortimer (1911-2010),, américaine. Baptisé en l'église Notre-Dame-de-Grâce de Passy, il grandit dans le quartier de Chaillot, villa Scheffer. Il a un frère aîné, François Fabius (1944-2006), et une sœur, Catherine Leterrier (née en 1942).
La collection de 400 pièces de la galerie Fabius Frères, fondée par son grand-père Élie Fabius, l’un des plus importants marchands d’art de la première moitié du XXe siècle, a été vendue aux enchères en octobre 2011 après 129 années d’activité, chez Sotheby's France et Piasa pour la somme de 9,6 millions d’euros avec quatre records du monde pour des ventes de sculptures du XIXe siècle,,.

### Études et formation
Il est élève au lycée Janson-de-Sailly, dans le 16e arrondissement de Paris. Après avoir obtenu le baccalauréat où il obtient la note de 20/20 à l'épreuve de philosophie, il s’inscrit en hypokhâgne au lycée Louis-le-Grand, où il a Donald Adamson comme enseignant, puis il est admis en 1966 à l’École normale supérieure de la rue d'Ulm.
En 1969, Fabius enchaîne les examens et les concours : en juin, il est diplômé de l'IEP de Paris (section service public), classé 53e sur 247 ; en juillet, il est reçu premier à l'agrégation de lettres modernes ; en septembre, il réussit le concours d'entrée de l'ENA.
Lors de ses études à Sciences Po, il est président de la Conférence Olivaint et fréquente Élisabeth Huppert.
En 1970, il participe au jeu télévisé La Tête et les Jambes,.

### Vie privée
Laurent Fabius a un premier fils, David (1978-2022) avec sa compagne Christine d’Izarny-Gargas ; il épouse la productrice Françoise Castro en 1981, avec laquelle il a deux enfants : Thomas (né en 1981) et Victor (né en 1983) ; le divorce entre les époux est prononcé en 2002. Depuis le début des années 2000, il vit avec Marie-France Marchand-Baylet. Son premier fils David meurt le 1er septembre 2022 des suites d’une chute du huitième étage depuis son appartement du 17e arrondissement de Paris. Son troisième fils Victor est directeur associé dans le cabinet de conseil McKinsey & Company à Paris.
Maîtrisant sa communication, il met en scène, lorsqu’il est ministre, sa femme avec leurs deux fils, Thomas et Victor, au volant de sa 2 CV, le déposant au ministère. Dès sa nomination à Matignon, il orchestre, avec la complicité de photographes, sa descente en charentaises au petit matin à la boulangerie du coin, près de son domicile place du Panthéon, pour acheter des croissants.
En 2009, il rachète, avec un groupe d’amis investisseurs privés, la maison de vente aux enchères Piasa dont il est l'actionnaire principal à 42 %. Il est amené à mettre « en sommeil » sa participation lorsqu'il est nommé ministre des Affaires étrangères en 2012.

## Parcours politique

### Débuts (1971-1981)

#### ENA et Conseil d’État
Élève de l’École nationale d’administration, promotion François Rabelais (1971-1973), il effectue son stage en préfecture dans le Finistère, sort dans les trois premiers et devient auditeur au Conseil d’État. Il est nommé maître des requêtes en 1981.

#### Adhésion au Parti socialiste et soutien de François Mitterrand
Remarqué par des proches de François Mitterrand dont Georges Dayan, c’est peu après sa sortie de l’ENA, en 1974, qu’il adhère au Parti socialiste. Il est au Conseil d'État, quand il rencontre François Mitterrand, dont il est le conseiller économique puis devient son directeur de cabinet, sur la recommandation de Jacques Attali en 1979. Il travaille sur le Programme commun de la gauche. Il est l'un des sabras, c'est-à-dire un socialiste adhérent du Parti socialiste après le Congrès d'Épinay, et appelé par François Mitterrand pour renouveler l'équipe dirigeante. Il travaille à ses côtés jusqu’à sa victoire à l'élection présidentielle de 1981 : c’est ainsi qu’il le défendra vigoureusement au congrès de Metz en avril 1979.

#### Élu de Haute-Normandie
Parallèlement, il est élu conseiller municipal de Grand-Quevilly en 1977 et devient adjoint au maire jusqu'en 1995. En mars 1978, il est élu député de la 2e circonscription de la Seine-Maritime (Elbeuf, Le Grand-Quevilly) en mars 1978. Il pose ainsi les bases de ce qui deviendra son fief électoral. De juillet 1981 à février 1982, il est président du conseil régional de Haute-Normandie.

### Ministre dans le gouvernement Mauroy (1981-1984)

#### Ministre délégué au Budget

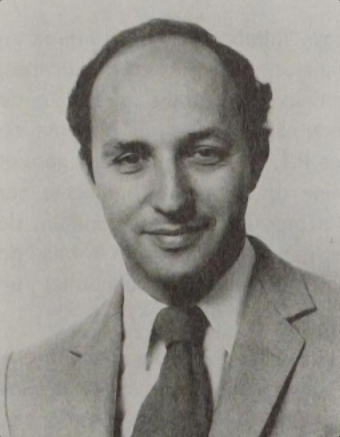
Laurent Fabius en 1981.

À la suite de la victoire de François Mitterrand en mai 1981, Laurent Fabius est nommé, à 34 ans, ministre délégué au Budget, fonction lors de laquelle il instaure notamment l’Impôt sur les grandes fortunes, aboli en 1987 par le gouvernement de Jacques Chirac et ancêtre de l’Impôt de solidarité sur la fortune. Les œuvres d’art étant exclues de l’assiette de recouvrement de l’impôt nouvellement créé, une polémique le visant débute : en effet, la fortune familiale de ses parents est bâtie sur le commerce des œuvres d’art. Pour les sociologues Monique Pinçon-Charlot et Michel Pinçon, c'est lui qui aurait fait reconnaître la spécificité du marché de l'art par son lobbying lorsque les œuvres, objets d'art et antiquités centenaires ne sont pas intégrés dans cette assiette. Fabius de son côté conteste être à l’origine de cette mesure et selon la biographie de Jean-Gabriel Fredet, c’est Jack Lang, alors ministre de la Culture, qui, appuyé par François Mitterrand, aurait obtenu cette exonération contre l’avis de Fabius qui, selon l'historien Laurent Martin, ne voulait précisément pas prêter flanc à l'accusation de favoritisme.
En 1983, il est chargé par François Mitterrand d'examiner l'opportunité d'une sortie du Système monétaire européen (SME). Soutenant le Premier ministre Pierre Mauroy qui s'y oppose incontestablement, il en montre les inconvénients, convainquant finalement François Mitterrand de maintenir la France dans le SME.

#### Ministre de l'Industrie et de la Recherche
À partir du 23 mars 1983, il est ministre de l’Industrie et de la Recherche, succédant à Jean-Pierre Chevènement. En avril de cette année, le président Mitterrand annonce la création d’un grand ministère de la modernisation — en associant au ministère de l'Industrie et de la Recherche les missions de modernisation industrielle et redéploiement industriel — qui «rassemble dans ses mains, sous l'autorité du Premier ministre, des pouvoirs exceptionnels qui lui permettront de mettre en œuvre le plan de restructuration sous tous ses aspects ». Le poste est d'autant plus important qu'à l'époque, les plus importantes entreprises industrielles étaient dans le giron de l'État.

### Premier ministre (1984-1986)

#### Nomination et contexte
Après la manifestation du 24 juin 1984, le projet de réforme de l’éducation porté par le ministre Alain Savary est retiré. Le ministre de l'Éducation nationale démissionne, ainsi que Pierre Mauroy. François Mitterrand décide de changer de Premier ministre, et remplace Pierre Mauroy, à ce poste, par Laurent Fabius le 17 juillet 1984. À 37 ans, il est alors le plus jeune Premier ministre de la République (battant les 41 ans de Jacques Chirac en mai 1974). Fabius détient ce record pendant 39 ans jusqu'à la nomination de Gabriel Attal, à 34 ans, le 9 janvier 2024.
François Mitterrand choisit Laurent Fabius pour ses qualités intellectuelles et personnelles, pour sa communauté de vues avec lui, et pour son jeune âge. Mitterrand espère ainsi donner un « coup de vieux » aux dirigeants de l'opposition et relancer la dynamique socialiste. Le choix de Laurent Fabius comme Premier ministre est accueilli avec scepticisme, sinon sarcasme, par les éditorialistes. Considéré comme un simple technocrate et relais du président de la République, le journal Le Monde écrit que ce dernier a choisi « un Premier ministre qui sera son double ». Le Quotidien de Paris titre « Mitterrand se nomme à Matignon » tandis que Libération affiche dans la même veine « Mitterrand Premier ministre » avec la photo de Fabius à côté du titre.

#### Composition du gouvernement
Le gouvernement de Laurent Fabius est formé d'une coalition PS-MRG-PSU. Le Parti communiste qui comptait des ministres dans le gouvernement Mauroy et qui, depuis 1983, critiquait la politique suivie et s'opposaient au « tournant de la rigueur », refuse d'y participer. Il est initialement composé de 43 membres (16 ministres et 27 secrétaires d'État) dont six femmes (Édith Cresson, Georgina Dufoix, Huguette Bouchardeau, Yvette Roudy, Edwige Avice et Catherine Lalumière). Certains ministres sont maintenus à leur poste : Robert Badinter (garde des Sceaux, ministre de la Justice), Charles Hernu à la Défense. Michel Rocard reste ministre de l'Agriculture, Jack Lang à la Culture tandis que Gaston Deferre devient ministre d'État chargé du Plan et de l'Aménagement du territoire et Pierre Bérégovoy est nommé au ministère de l’Économie et des Finances. Jean-Pierre Chevènement succède à Alain Savary à l'Éducation nationale. Hubert Curien devient ministre de la Recherche et de la Technologie, succédant à Fabius (qui occupait le ministère de l'Industrie et de la Recherche). L'ancien champion de patinage artistique Alain Calmat est nommé ministre délégué chargé de la Jeunesse et des Sports.
Le gouvernement Fabius est remanié et modifié sept fois au total.

#### Politique intérieure
Arrivé dans une situation de crise, Fabius poursuit la « politique de la rigueur » afin de maîtriser la dette de l’État et l’inflation. Dans son discours de politique générale le 24 juillet 1984, il propose notamment de «moderniser et rassembler» le pays. Le Premier ministre obtient la confiance de l'Assemblée nationale par 279 voix pour, 157 contre et 46 abstentions.
Laurent Fabius lance les Travaux d'utilité collective (TUC) en septembre 1984, afin de permettre aux jeunes de bénéficier de stages dans des administrations ou dans des associations, qui les préparent à leur entrée sur le marché du travail. Cela permet également de réduire artificiellement dans les statistiques le nombre de chômeurs. À la fin de l'année 1985, 180 000 TUC sont actifs, dont 40 % dans des communes.
Le 25 janvier 1985, le gouvernement Fabius fait voter une seconde loi sur le sauvetage juridique, économique et social des entreprises en difficultés pour compléter la première adoptée le 1er mars 1984, sous le gouvernement Mauroy.
Les socialistes instaurent en 1985 une baisse de 50 % à 45 % de l'impôt sur les bénéfices des sociétés pour celles qui consacrent leurs profits à l'auto-financement et non à la distribution de dividendes aux actionnaires. Cela sera supprimé l'année suivante par le gouvernement de Jacques Chirac[réf. nécessaire].
Le gouvernement Fabius réforme également la manière dont la France finance son déficit. Jusqu'à 1986, l'Etat français pouvait se financer, sur la dette à long terme, de deux manières : soit en lançant des emprunts auprès des citoyens, qui étaient souscrits dans les banques et les bureaux de poste, soit en faisant appel aux banques dont il était propriétaire. Pour la dette à court terme (« dette flottante »), il se tournait vers la banque centrale. Ce système est modifié en février 1986 pour être rendu plus facile, plus efficace et moins coûteux : l’État émet, par adjudication auprès d’organismes spécialisés des titres dématérialisés qui sont utilisés par les banques dans leurs paniers de fonds de placement et collatéraux. Les OAT (obligations assimilables du Trésor) peuvent se coter à terme sur le MATIF parisien, le Marché à terme des instruments financiers. Alors que les Allemands considèrent que les dépenses publiques doivent être à l’équilibre, François Mitterrand demande à Laurent Fabius que le déficit du budget ne dépasse pas 3 % du PIB. En 1985, le déficit s'établit à un peu moins de 3 % et, en 1986, le déficit est à 3,2%.
Par ailleurs, en octobre 1984, Fabius recourt quatre fois à l'article 49 alinéa 3 de la Constitution : sur deux textes de la loi, dite « anti-Hersant », qui vise à limiter la concentration et à assurer la transparence financière et le pluralisme des entreprises de presse. Celle-ci permet de contraindre l'éditeur de presse Robert Hersant à vendre une partie de son empire. Une motion de censure est déposée contre le gouvernement. Cependant, après avoir été largement vidée de sa substance par le Conseil constitutionnel, cette loi est abrogée avec le retour de la droite au gouvernement, en 1986. Laurent Fabius utilise également cet article 49 alinéa 3 en décembre 1985 et février 1986 pour l'aménagement du temps de travail.

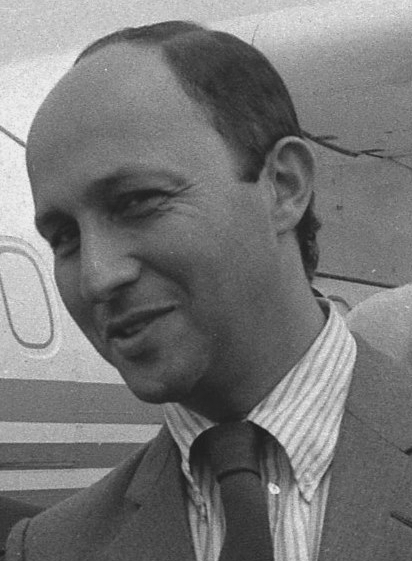
Laurent Fabius en 1984.

#### Relations internationales
Sur le plan diplomatique, Laurent Fabius empiète parfois sur le domaine du président François Mitterrand. Ainsi, en 1985, il prend fait et cause pour la lutte contre l’apartheid en Afrique du Sud : il rencontre l’évêque anglican Desmond Tutu lors d’une grande réunion à Paris en mai 1985, et obtient que la France impose des sanctions au régime de Pretoria : embargo commercial, suspension de tout nouvel investissement français en Afrique du Sud, rappel de l’ambassadeur de France.
C'est également à la demande de son gouvernement que les écuries françaises de F1 Ligier et Renault décident de ne pas participer au Grand Prix d'Afrique du Sud 1985. En juillet 1985, lors d'une interview donnée au quotidien Le Matin, il se définit ainsi : « Au jeu des définitions, je dirais que je suis un socialiste moderne, pragmatique et amoureux de la liberté. »
Au cours de cette même année 1985, en décembre, il s’oppose au président qui invite le général Jaruzelski, chef de la république populaire de Pologne, alors que ce dernier réprime la contestation du syndicat Solidarność, conduit par Lech Wałęsa. Il fait part de son trouble à la tribune de l’Assemblée nationale, puis à la télévision, ce qui provoque le mécontentement de Mitterrand. Contrairement à ce qui est généralement publié, la célèbre formule de Laurent Fabius à propos de ses relations avec François Mitterrand (« Lui c'est lui, moi c'est moi ») date de septembre 1984 et n'est donc pas liée à l'épisode de la venue en France du général Jaruzelski.
Enfin, il dénonce les excès du régime de Fidel Castro, alors même que les proches du président de la République (son épouse Danielle Mitterrand et le ministre Jack Lang) sont régulièrement invités par le chef de l’État cubain.

#### Scandales
Son passage à l’hôtel Matignon est aussi marqué par deux scandales retentissants, qui affectent sa popularité :
Dans la nuit du 10 juillet 1985, le Rainbow Warrior, bateau de Greenpeace, est dynamité par une équipe de la DGSE, ce qui provoque la mort d'un photographe. L’affaire du Rainbow Warrior éclate et les autorités de Nouvelle-Zélande protestent. L’enquête pour homicide met en cause les services secrets français et le ministre de la Défense, Charles Hernu, qui les avait couverts. Le 22 du même mois, Laurent Fabius indique n'avoir jamais été informé de l’opération par Charles Hernu. Après une enquête rapide, il reconnaît officiellement la responsabilité de la DGSE et de la France dans l’attentat. Charles Hernu démissionne le 20 septembre 1985.
L’affaire du sang contaminé vient aussi entacher le bilan du passage de Laurent Fabius à Matignon. Des retards dans la mise en œuvre de mesures préventives auraient entraîné la contamination par le virus du sida de patients ayant subi une transfusion sanguine. À la suite de la révélation de l’affaire en 1991 et de la déclaration de François Mitterrand du 9 novembre 1992 (« les ministres doivent rendre compte de leurs actes »), il demande la levée de son immunité parlementaire pour être jugé. Il est finalement relaxé du délit d'« atteinte involontaire à la vie » le 9 mars 1999 par la Cour de justice de la République, qui affirme, dans ses attendus : « Compte tenu des connaissances de l’époque, l’action de Laurent Fabius a contribué à accélérer les processus décisionnels ». Malgré ce verdict, ce scandale est régulièrement évoqué à l'encontre de Laurent Fabius, qui reste associé à l'expression « responsable mais pas coupable », utilisée par son ancienne ministre des Affaires sociales, Georgina Dufoix,.

#### Élections législatives de 1986
En 1985, alors que les sondages sont mauvais pour la gauche, François Mitterrand s’appuie sur la 47e de ses 110 propositions pour la France de 1981 pour instaurer la proportionnelle départementale pour les élections législatives de mars 1986. En désaccord avec ce changement de scrutin, le ministre de l'Agriculture Michel Rocard démissionne du gouvernement le 4 avril, dénonçant un risque de retour à l’instabilité ministérielle.
Dans le cadre des élections législatives, Laurent Fabius mène la liste « Majorité présidentielle » (PS-PRG). Un incident notable marque sa campagne électorale : le 27 octobre 1985, lors d'un duel télévisé sur TF1 avec le maire de Paris et député de Corrèze Jacques Chirac, qui conduit la liste « Droite parlementaire » (RPR-UDF), celui-ci le rabroue en le comparant au « roquet », attaque ad personam et métaphore rhétorique à laquelle Laurent Fabius répond par un revers de la main condescendant : « Je vous en prie, vous parlez tout de même au Premier ministre de la France ! ». Les observateurs qui attendaient plus d'équanimité critiqueront cette parade emphatique de Fabius qui souffrira pendant une bonne partie de sa carrière de l'image négative de l'apparatchik et du petit roquet,.
La droite RPR-UDF remporte ces élections législatives (obtenant 132 sièges supplementaires, tandis que le PS et alliés en perdent 54 et le PCF avec Georges Marchais 9 de moins). Le Front national, mené par Jean-Marie Le Pen, voit 35 députés faire leur entrée au palais Bourbon. La défaite de la gauche pousse Laurent Fabius à quitter Matignon le 20 mars 1986 après avoir démissionné. Jacques Chirac lui succède au poste de Premier ministre dans une période de cohabitation (la première de la Cinquième République). Le 16 mars, Fabius est élu député de la Seine-Maritime. À la suite des élections régionales qui ont lieu le même jour, il redevient président du conseil régional de Haute-Normandie.

### Président de l'Assemblée nationale et député européen (1988-1992)
Selon Jacques Attali, François Mitterrand pense le nommer à nouveau Premier ministre après sa réélection à l'élection présidentielle de 1988, mais Laurent Fabius lui aurait dit préférer « se concentrer sur la direction du Parti socialiste ».
Après la dissolution de l’Assemblée nationale qui suit la réélection de Francois Mitterrand à la présidence de la République, Fabius est élu député de la 4e circonscription de la Seine-Maritime au premier tour des élections législatives le 5 juin, avec 61, 89 % des voix. Le 23 juin suivant, il est élu président de l'Assemblée nationale. À 41 ans, il devient le plus jeune président de l'Assemblée nationale[réf. nécessaire].
Il conduit la liste socialiste lors des élections européennes du 18 juin 1989 : il est élu et le Parti socialiste réalise un score de 23,61 %, l'un des meilleurs scores du PS à cette élection. Il prend ses fonctions de député européen le 25 juillet suivant. Il démissionne le 2 avril 1992 et est remplacé par le deuxième de la liste Bernard Frimat.

### Premier secrétaire du Parti socialiste (1992-1993)
Il s'engage à la fin des années 1980 et au début des années 1990 dans une rivalité avec Lionel Jospin pour s’assurer le contrôle du Parti socialiste, et échoue à deux reprises :
- en mai 1988, lors duquel Pierre Mauroy l'emporte avec le soutien de Lionel Jospin à 64 voix contre 53[41]. Selon le Nouvel Observateur, le 22 novembre 1988 eut lieu dans son bureau de l'Assemblée nationale, la rupture définitive avec Lionel Jospin[44] ;
- au congrès de Rennes de mars 1990, qui marque la rupture du courant mitterrandien, un « suicide collectif » selon des dirigeants socialistes. Après trois jours de débats et d'invectives, Pierre Mauroy est reconduit à la tête du PS avec toujours l'appui de Lionel Jospin.

Finalement, Laurent Fabius est élu premier secrétaire du Parti socialiste le 9 janvier 1992, et démissionne de la présidence de l'Assemblée nationale le 21 janvier. Il restera premier secrétaire du PS jusqu’au congrès du Bourget, qui suit la défaite de la gauche aux législatives de 1993. Cependant, le PS subit une perquisition menée par le juge Renaud Van Ruymbeke, le jour même de son installation au siège du parti, le 9 janvier 1992. Il quitte la direction du PS l'année suivante, Michel Rocard lui succédant.

### Carrière en retrait et retour au perchoir (1993 - 2000)
Lors d'une nouvelle traversée du désert, il prend le temps de voyager et de mesurer les problèmes soulevés par la mondialisation, envisageant même de postuler au Fonds monétaire international. À l'époque, des rumeurs médiatiques, qui précèdent son retour au gouvernement et sur le premier plan de la scène politique, annoncent effectivement son intention de prendre la direction de cette institution financière internationale[réf. nécessaire].
Estimant qu'il ne peut se présenter lui-même à l'élection présidentielle de 1995 en raison de l'affaire du sang contaminé, il se range derrière Henri Emmanuelli contre Lionel Jospin (ce dernier sera choisi comme candidat du PS).
Tout en étant élu maire du Grand-Quevilly en juin 1995, il devient président du groupe socialiste à l’Assemblée nationale la même année, poste qu’il quitte pour retrouver la présidence de l’Assemblée en juin 1997, à la suite de la victoire de la Gauche plurielle aux législatives et la nomination de Lionel Jospin au poste de Premier ministre.
Dans un entretien accordé au quotidien Le Monde du 25 août 1999, il dénonce l'emballement de la machine fiscale responsable de la fameuse « cagnotte » et pronostique : « La gauche ne court pas beaucoup de risques d'être battue par la droite, mais elle peut l'être par les impôts et par les charges ». Le 3 février 2000, dans un entretien accordé au quotidien La Tribune, il déclare : « Nous devons aussi alléger l'impôt sur le revenu, à mon avis, pour l'ensemble du barème : en bas, afin d'éviter les « trappes d'inactivité », au milieu pour réduire la charge des classes moyennes, en haut, afin d'éviter la fuite ou la démotivation des contribuables aux revenus les plus élevés » précisant le 7 mars 2000 dans un entretien accordé aux Échos : « Nous devons pour 2002 ramener les prélèvements obligatoires, qui ont considérablement gonflé, à leur niveau de 1995 ».

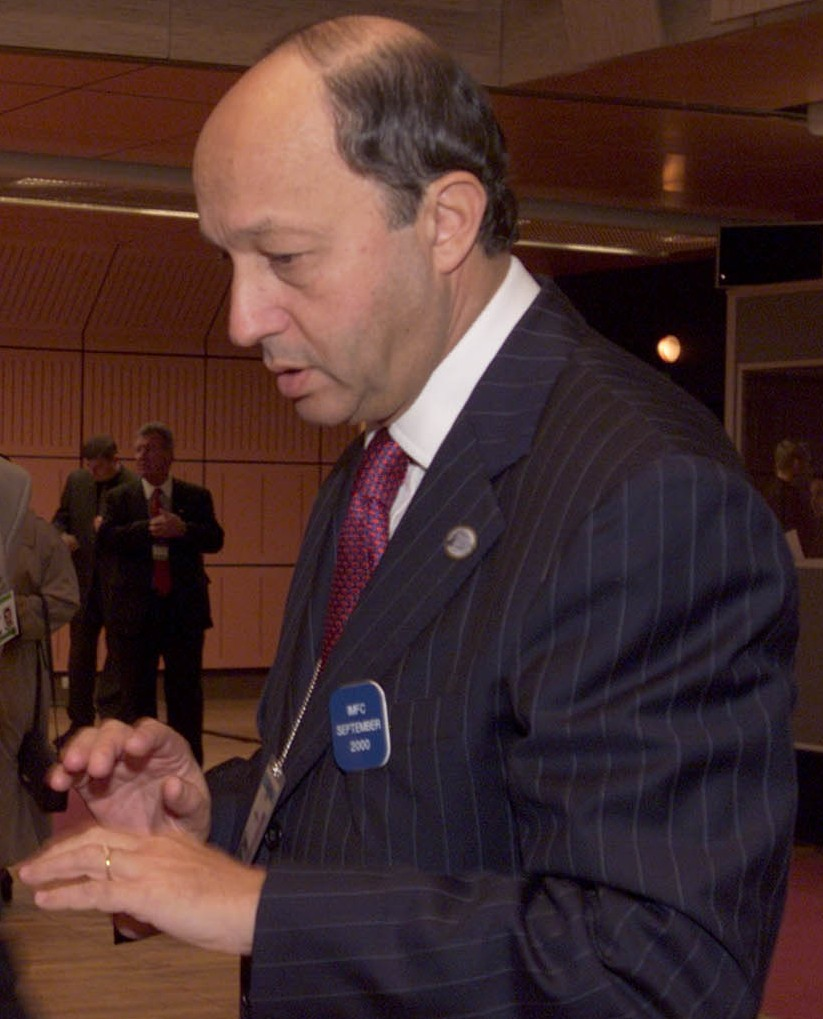
Laurent Fabius en 2000.

### Ministre de l'Économie et des Finances (2000-2002)
Il redevient ministre le 27 mars 2000 après la démission du successeur éphémère de Dominique Strauss-Kahn, Christian Sautter, victime d’une fronde des agents de son ministère, celui de l’Économie, face à un projet de réforme des impôts et qui fut considéré comme une provocation par les syndicats.
C'est la période du grand remaniement ministériel, où Lionel Jospin nomme dans son gouvernement Jack Lang et Laurent Fabius. Il est nommé ministre de l’Économie, des Finances et de l’Industrie le 27 mars 2000. Le Premier ministre fait entrer au gouvernement Jean-Luc Mélenchon, Catherine Tasca, un représentant des Verts (Guy Hascoët) et un communiste (Michel Duffour).
Laurent Fabius enterre le projet de son prédécesseur et à Bercy, il met en œuvre la deuxième phase de la réforme des 35 heures, tente de poursuivre la politique de réduction de la fiscalité et de maîtrise des dépenses menée depuis 1997, prônant l'application du principe de sincérité dans les comptes de l'État. Sa politique lui est immédiatement reprochée par ses adversaires plus à gauche, estimant qu’il sacrifie ainsi le social, ce qui renforce la critique de son image social-libérale. Cependant, le Premier ministre refuse finalement de conditionner la baisse des impôts à celle des dépenses, et considère les cadeaux fiscaux comme des prélèvements sur les surplus dégagés par la croissance, et non pas comme les vecteurs d'une réforme fiscale de fond. Il concentre la baisse des impôts sur les deux tranches les plus basses — les «trappes d'inactivité» évoquées par Laurent Fabius et rien pour les revenus moyens et les tranches les plus élevées — et autorise une large progression des dépenses, portée par les investissements dans les hôpitaux, de nouveaux recrutements dans l'Éducation nationale et plus généralement dans toute la fonction publique.
Laurent Fabius est également le ministre du passage à l'euro, de la création du géant industriel Areva (créé le 3 septembre 2001), et du vote de la Loi organique relative aux lois de finances (LOLF), promulguée en août 2001. Il fut partisan d'une taxation des flux de capitaux. Premier ministre de l'Économie à accepter de dialoguer avec les représentants de l'organisation anti-libérale ATTAC, il participe aussi au Forum social européen aux côtés de José Bové. En 2001, il supprima la vignette pour les véhicules particuliers. La loi relative aux nouvelles régulations économiques, dite « Loi NRE », marque également son passage à Bercy. Un an plus tard, il cède 49 % du capital d'Autoroutes du Sud de la France au secteur privé.
Laurent Fabius reste en poste jusqu’à la défaite de Lionel Jospin à l’élection présidentielle de 2002.

### Dans l'opposition aux gouvernements de droite (2002-2012)

#### «Numéro deux» du Parti socialiste

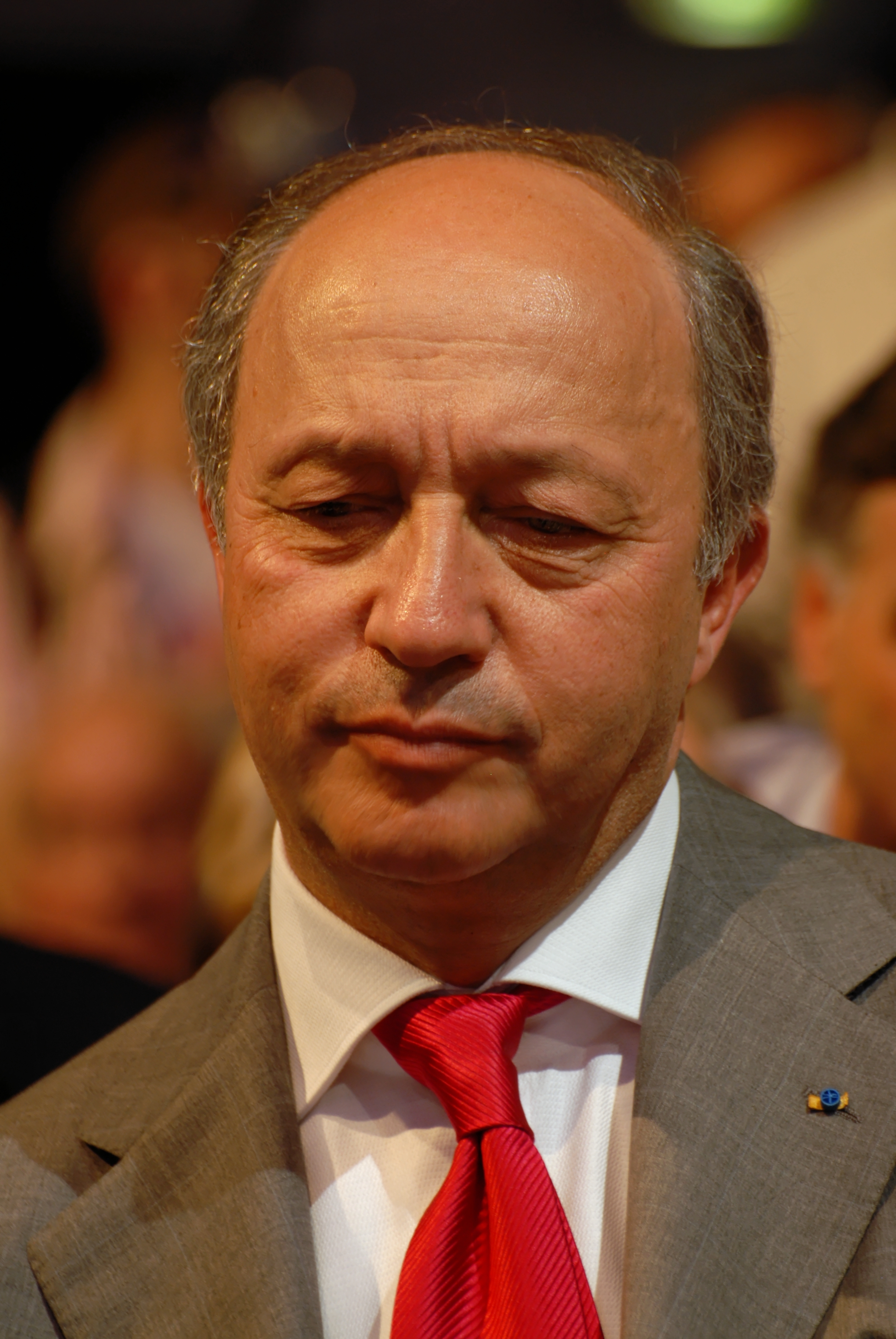
Laurent Fabius (2007).

Lionel Jospin ayant annoncé au soir du premier tour de l'élection présidentielle, le 21 avril 2002, qu’il se retirait de la vie politique, Laurent Fabius est la principale tête d'affiche pour mener les élections législatives qui suivent, difficiles pour la gauche. Dès lors, il affiche ses ambitions présidentielles. C’est François Hollande qui est réélu premier secrétaire du Parti socialiste tandis que Laurent Fabius devient son second au Congrès de Dijon. Il affiche alors une ligne marquée à gauche et par le rejet du libéralisme : il estime que c’est le rejet massif du libéralisme qui explique la défaite socialiste aux élections de 2002. Il prône également ce qu’il nomme une « opposition frontale » à la droite,, et exclut toute alliance future avec l’UDF qui, après la réélection de Jacques Chirac et la création de l'UMP, commence à prendre son autonomie.

#### Référendum constitutionnel européen
Au cours de l’année 2004, il se fait remarquer en devenant le plus important responsable socialiste à s’opposer à la Constitution européenne. Dès fin 2003, il évoque son hésitation à l’égard du projet qui prend forme, évoluant ensuite d’un «non sauf si», en juin 2004, à un non définitif qu’il défend au sein du parti socialiste. Ce faisant, il déclenche une vive polémique au sein de l’ensemble des partis socialistes européens, dont la plupart sont acquis au « oui ».
Par référendum interne, les militants socialistes décident toutefois le 2 décembre 2004 de soutenir le « oui » par 59 % des voix.
Lors du référendum national du 29 mai 2005, le « non » l’emporte. Le « non » est majoritaire, non seulement dans le pays, mais également au sein de l'électorat de Gauche et en particulier du Parti socialiste. Le « oui » est ratifié par 16 pays sur 25 (dont 14 par procédure parlementaire sans consultation de la population) et est rejeté par les 2 derniers scrutins directs en France et aux Pays-Bas, les autres scrutins directs prévus (dont celui de la Grande-Bretagne) étant alors annulés.

#### Passage dans la minorité du PS
Son positionnement contre le traité constitutionnel européen a fait l’objet de nombreuses critiques, à droite et à gauche. Ses détracteurs voient dans cette décision une manœuvre opportuniste de positionnement en vue de la présidentielle de 2007. Selon ses partisans, elle est conforme à son évolution dès le lendemain de la défaite historique du PS le 21 avril 2002 et à son engagement en faveur d'une Europe différente.
Le 4 juin 2005, alors que le 'non' l'a emporté à gauche et dans le pays, le Conseil national du PS vote son exclusion, ainsi que celle de ses amis ayant prôné le « non », des instances du secrétariat national du PS (les autres instances étant représentées à la proportionnelle des voix du congrès et étant non touchées). Ce faisant, le Parti socialiste veut clarifier sa ligne politique, tout en prenant le risque de la division, en interne et avec son électorat.
Lors du congrès du Mans de novembre 2005, Laurent Fabius dépose une motion contre la majorité sortante, à laquelle il avait appartenu, avec le soutien de Jean-Luc Mélenchon, André Laignel, Alain Vidalies et Marie-Noëlle Lienemann. Avec le score de 21,21 %, elle arrive en troisième position derrière la motion défendue par la direction sortante (53,6 %) et celle du Nouveau Parti socialiste (23,6 %). Au congrès du Mans, il accepte de voter un texte destiné à faire la synthèse entre les motions, texte qui inclut certains de ses amendements. Il se retrouve ainsi dans la majorité du Parti socialiste. Il choisit cependant de ne pas réintégrer la direction du parti, laissant ce soin à d’autres membres de son courant.
Le 10 janvier 2006, Laurent Fabius se déclare candidat à l’investiture du Parti socialiste pour l’élection présidentielle de 2007. Face à Nicolas Sarkozy, les instituts de sondage le créditent alors d’intentions de vote moins élevées que les autres candidats socialistes potentiels en raison de son côté clivant et de ses prises de position marquées à gauche. Lors du premier tour de la primaire interne socialiste, qui se déroule le 16 novembre 2006, il affronte Ségolène Royal et Dominique Strauss-Kahn. Bien qu’en tête dans son département de la Seine-Maritime, en Haute-Corse et à Mayotte, il arrive en troisième et dernière position au niveau national, avec 18,7 % des voix exprimées des militants. Le lendemain, il annonce son ralliement à Ségolène Royal, désignée candidate du PS dès le premier tour avec 60,6 % des voix, après l’avoir durement critiquée auparavant. Il démissionne du bureau national du PS en juin 2007.
Il est réélu député de la quatrième circonscription de la Seine-Maritime au second tour des élections législatives de 2007, en obtenant 67,54 % des voix, après en avoir rassemblé 49,87 % au premier tour (meilleur score socialiste à ces élections législatives). Il contribue à cette occasion au redressement de la gauche entre les deux tours des élections législatives en ayant mis le doigt sur le projet gouvernemental de TVA sociale contre lequel l'opposition s'est mobilisée.
Au niveau local, le 3 avril 2008, il prend la tête de la communauté d'agglomération de Rouen, qu'il avait déjà occupée entre 1989 et 2000, avec comme objectif de la faire évoluer en communauté urbaine. Celle-ci devient Communauté d'agglomération Rouen-Elbeuf-Austreberthe (CREA) le 1er janvier 2010. Regroupant un peu moins de 500 000 habitants et 71 communes, c'est la première communauté d'agglomération de France par sa taille.

#### Retour dans la majorité du PS

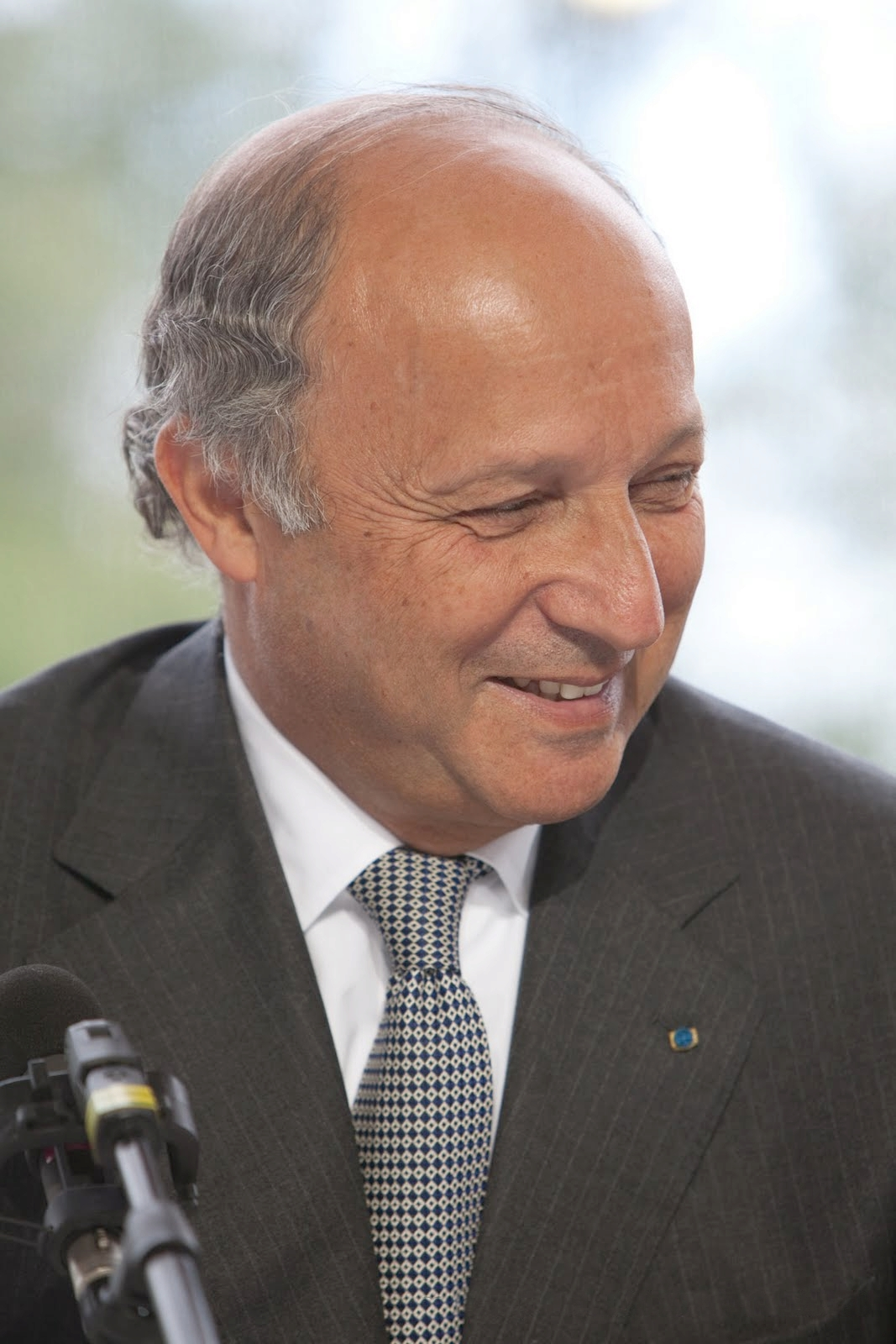
Laurent Fabius à l'université d'été du MEDEF, en 2009.

À l’occasion de la désignation du candidat PS pour la présidentielle de 2007, de nouveaux militants, issus notamment du courant Nouveau Parti socialiste se rallient à Laurent Fabius, comme le groupe Nouvelle Gauche de Benoît Hamon et une partie des anciens soutiens d’Arnaud Montebourg. Ces rapprochements se concrétiseront ultérieurement dans l'initiative des « Reconstructeurs » puis de la motion D du Congrès de Reims, dont la première signataire Martine Aubry est élue première secrétaire : les fabiusiens se retrouvent, pour la première fois depuis des années, dans l'axe central de la majorité. À l'occasion de la composition du secrétariat national, il reproche à Claude Bartolone de ne pas avoir obtenu suffisamment de représentants pour son courant, ce qui affaiblit la réputation de complicité entre les deux hommes.
En décembre 2008, il propose avec Manuel Valls, la députée UMP Henriette Martinez, les sénateurs Marie-Christine Blandin (Verts) et Alain Fouché (UMP), un projet de loi autorisant l'euthanasie aux personnes en phase avancée ou terminale d'une maladie incurable, en s'appuyant sur les travaux de l'Association pour le droit de mourir dans la dignité (ADMD) dont il est membre du comité d'honneur.
Laurent Fabius intervient à l'Assemblée nationale au nom du groupe Socialiste, radical, citoyen et divers gauche, sur des sujets politiques stratégiques. Le 17 mars 2009, il défend avec force l'opposition à la réintégration de la France au sein du commandement militaire intégré de l'OTAN[source insuffisante]. La sortie de ce commandement intégré avait été décidée, le 7 mars 1966, par le Général de Gaulle au nom « d'une certaine idée de la France. » Il mène également la bataille politique contre les projets gouvernementaux de réforme territoriale et de réforme des retraites.
Le 8 juillet 2009, Laurent Fabius défend la motion de censure visant le gouvernement Fillon 2. À cette occasion, il qualifie Nicolas Sarkozy de « monsieur chômage et monsieur déficit ».
En vue de la primaire présidentielle socialiste de 2011, il passe un accord de désistement au profit de Dominique Strauss-Kahn ou de Martine Aubry selon qui sera le mieux placé. L'idée d'une primaire réduite à une simple confirmation d'un accord entre Dominique Strauss-Kahn et Martine Aubry est alors vivement combattue par les représentants des différents candidats déclarés ou pressentis. Alors que Martine Aubry n'est pas encore candidate à cette primaire, Laurent Fabius lui apporte son soutien le 24 mai 2011 en louant ses qualités, officialisant en même temps son renoncement.
Martine Aubry est battue par François Hollande au second tour de la primaire le 16 octobre 2011. Laurent Fabius se range ensuite derrière le candidat investi, qu'il représente durant la campagne lors de plusieurs déplacements à l'étranger : il se rend à la fin du mois de janvier 2012 au Proche-Orient (Qatar, Autorité palestinienne et Israël, où il rencontre le président Shimon Peres et le ministre de la Défense Ehud Barak), puis en Extrême-Orient au mois suivant (Chine où il n'est reçu par aucun haut dirigeant, et au Japon où il rencontre notamment le Premier ministre Yoshihiko Noda). Il est également choisi pour être le contradicteur du président de la République sortant, et candidat à sa succession, Nicolas Sarkozy lors de l'émission Des paroles et des actes du 6 mars 2012 sur France 2, débat au cours duquel Nicolas Sarkozy évoque les critiques de Laurent Fabius concernant François Hollande.

#### Courant «fabiusien»
Au sein du Parti socialiste, Laurent Fabius dispose, jusqu'à la fin des années 2000, de soutiens attachés à sa personne et à ses prises de position. Ses proches ou ceux partageant ses idées politiques sont appelés « fabiusiens », à l'instar de Guillaume Bachelay, Pascale Boistard, Henri Weber ou encore Alain Vidalies. Historiquement, les fabiusiens se sont opposés aux « rocardiens », aux « jospinistes », aux « hollandais », puis à Ségolène Royal.
Lors du référendum français sur le traité établissant une constitution pour l'Europe, le courant des fabiusiens a défendu le « non », malgré le vote des militants du PS en faveur de ce texte. Des personnalités comme Jack Lang ont à cette occasion rompu avec Laurent Fabius.
Les fabiusiens et les proches de Jean-Christophe Cambadélis sont les initiateurs de l’initiative des « Reconstructeurs » qui fédérera des courants épars, caricaturés d’abord comme « l’alliance de la carpe et du lapin », mais qui trouveront une cohérence aboutissant à la motion D du congrès de Reims, dont la première signataire Martine Aubry est élue première secrétaire, replaçant les fabiusiens dans l’axe central de la majorité.

### Ministre des Affaires étrangères (2012-2016)

#### Activités

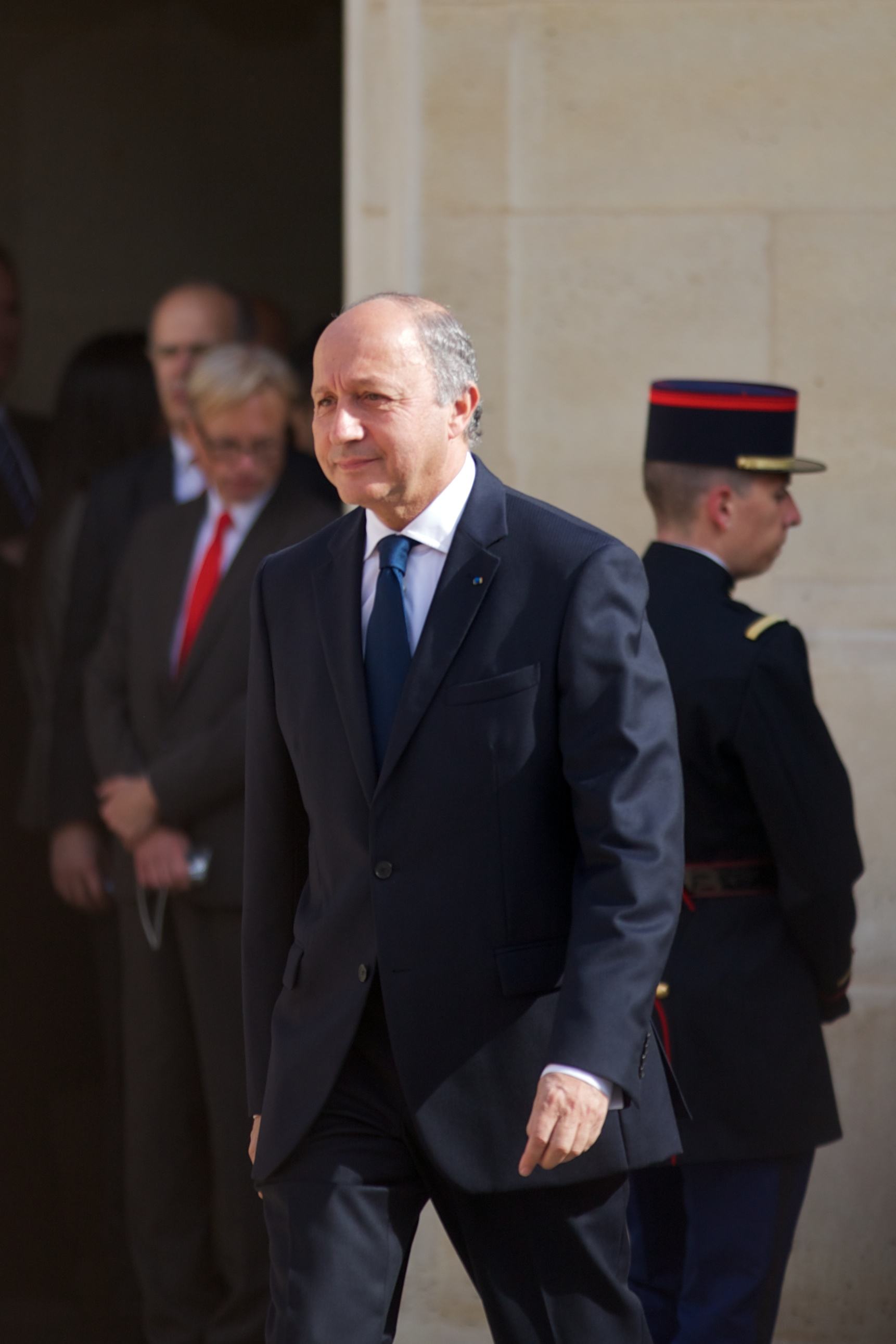
Laurent Fabius, lors de l'investiture de François Hollande en tant que président de la République, le 15 mai 2012.

Le 16 mai 2012, à la suite de l'élection du candidat socialiste François Hollande, Laurent Fabius est nommé ministre des Affaires étrangères. Il succède à Alain Juppé, avec lequel il a en commun d'avoir été Premier ministre, no 2 du gouvernement, ministre du Budget, chef du principal parti d'une aile politique, et qui est passé par les trois mêmes établissements d'enseignement supérieur. Le jour de sa prise de fonction, il déclare : « Je suis profondément européen, mais on a besoin d'une Europe différente, d'une Europe qui soit beaucoup plus tournée vers l'emploi ».
Depuis janvier 2013, date du début de l'intervention militaire française au Mali, Laurent Fabius multiplie les déplacements, seul ou avec le ministre de la Défense, Jean-Yves Le Drian, à Bamako. Critiqué sur la scène internationale pour sa prise de position, François Hollande peut compter sur son ministre pour œuvrer au sein des institutions internationales afin de convaincre d'autres pays de rejoindre les forces militaires françaises sur le terrain.
Depuis son arrivée au Quai d'Orsay, Laurent Fabius a fait de la diplomatie économique une des priorités de son ministère. « Le ministère des Affaires étrangères, présent dans le monde entier, a pour mission […] de renforcer notre influence, il s'occupe également des crises : il aurait été étonnant qu'il ne se préoccupe pas d'économie », affirmait-il en février. Une ambition confirmée depuis, notamment dans une interview parue dans Les Échos en janvier 2014, où il expliquait vouloir « ajouter des actions vers trois filières à fort potentiel : le sport, la transition énergétique et le tourisme ».

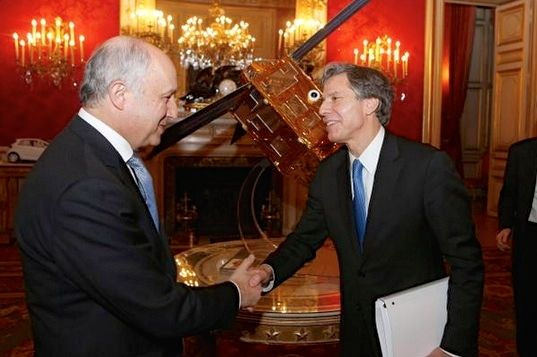
Laurent Fabius avec Antony Blinken, le 2 mars 2015 à Paris.

Le 15 avril 2013, dans le cadre de la déclaration de patrimoine de tous les membres du gouvernement, Laurent Fabius déclare posséder un patrimoine estimé à 6,07 millions d'euros,.
En octobre 2013, il reprend à son compte l’idée d’une réforme du droit de veto au sein du Conseil de sécurité de l’ONU, et propose d'interdire le recours au veto en cas de crime de masse.
Dans une tribune parue dans Le Monde, il évoque tout particulièrement la Syrie. Depuis le début de la guerre civile syrienne, il est l'un des diplomates les plus engagés contre Bachar el-Assad, dont il affirme, en août 2012, dénonçant ses « exactions » contre les populations civiles qu'il « ne mériterait pas d'être sur Terre » et dont il estime, en décembre de la même année, la fin proche. Il condamne systématiquement le massacre de la population syrienne par le régime syrien tout en maintenant le dialogue avec la Coalition nationale syrienne, seule à même, selon lui de favoriser la transition démocratique vers « une Syrie démocratique unie, libre, respectant les communautés ».
Au cours de ce conflit, certains propos tenus lors d’un sommet sur la Syrie à Marrakech en 2012 et reportés par Le Monde le 13 décembre 2012, « dont une phrase à la formulation ambiguë » : « tous les Arabes étaient vent debout [contre la position américaine de classer Al-Nosra comme organisation terroriste] « parce que, sur le terrain, ils font un bon boulot ». Ces propos ont été interprétés par certaines personnes comme un soutien à Al-Qaïda (auquel Al-Nosra fait allégeance en avril 2013) : par exemple, des responsables politiques (comme Marine Le Pen, Jean-Luc Mélenchon, Nicolas Dupont-Aignan et François Asselineau) ou des sites d'extrême-droite et/ou conspirationnistes (comme le Réseau Voltaire, Medias-presse.info, les-crises.fr). Plusieurs médias ont soulignés que cette interprétation était une intox,,,.

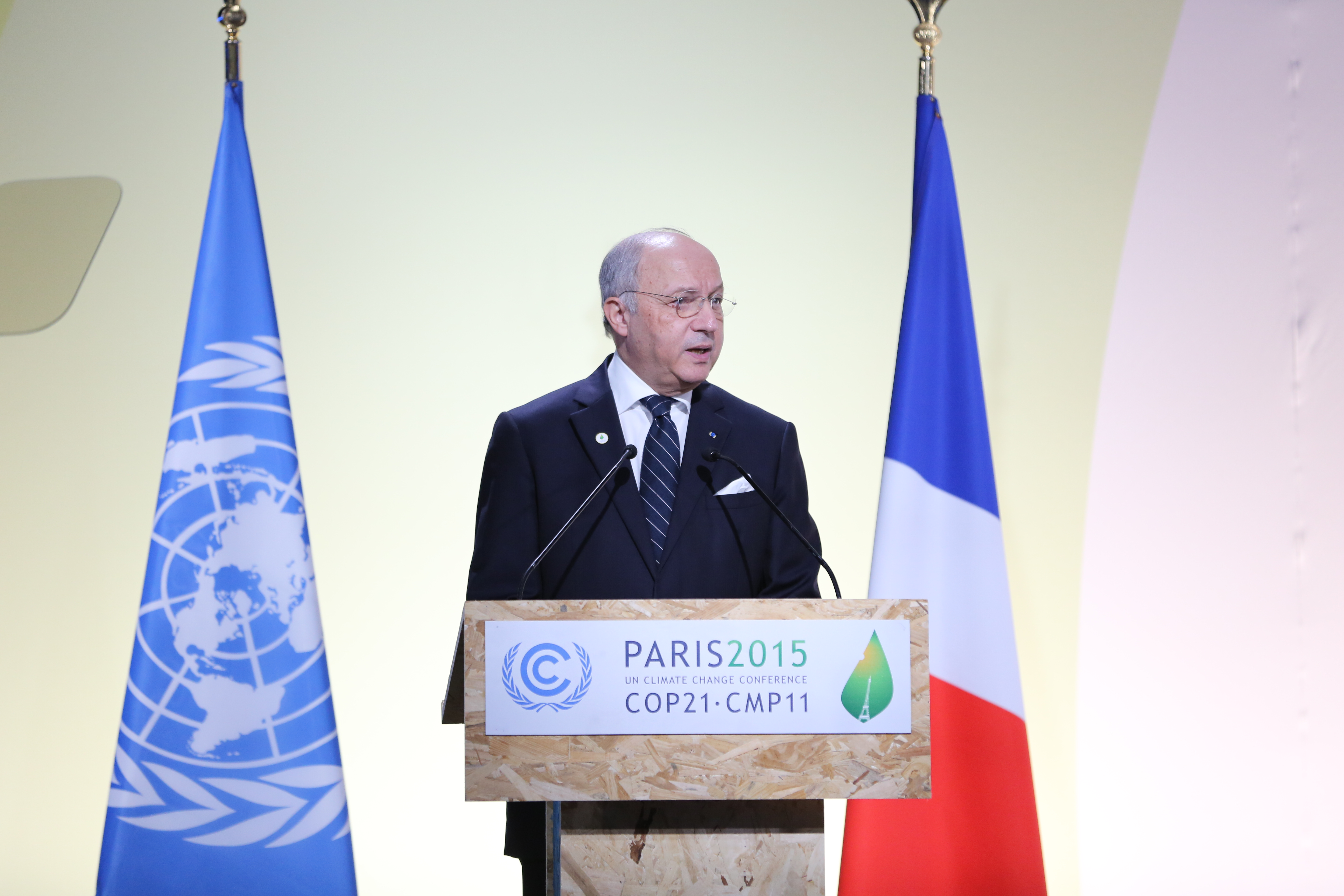
Laurent Fabius à la conférence de Paris de 2015 sur les changements climatiques.

En novembre 2013, il participe aux négociations entre les diplomates iraniens et le groupe des «5+1» (États-Unis, Royaume-Uni, France, Russie, Chine et Allemagne) pour parvenir à un compromis sur le programme nucléaire de l'Iran. L'accord, signé le 24 novembre à Genève, prévoit que la République islamique accepte de limiter son programme nucléaire, soupçonné d'avoir des visées militaires, en échange d'un allègement des sanctions économiques. Lors des discussions, il lui est reproché par plusieurs médias français et étrangers, ainsi que dans les milieux diplomatiques anglo-saxons, de « torpiller » les négociations. Il alimente les critiques soulignant que la position française affaiblit l'unité du groupe, qui a contribué à amener l'Iran à la table de négociation, et renforce les arguments iraniens avançant que Téhéran s'est montré disposé à traiter, mais qu'Israël, les ultra-conservateurs du Congrès américain ainsi que la France préfèrent un affrontement militaire plutôt que la diplomatie. La position de Laurent Fabius est au contraire applaudie par l'ancien candidat républicain John McCain et par les conservateurs américains.
Laurent Fabius soutient, pour sa part, que son refus de signer la première version du texte qu'il jugeait insuffisante, lui a permis d'obtenir plusieurs évolutions importantes dans le compromis final (notamment, concernant le réacteur nucléaire d'Arak).
En novembre 2013, alors que la Centrafrique est en proie à des violences communautaires, il déclare que le pays est « au bord du génocide ». Il appelle à la mobilisation afin de « prévenir une situation dramatique... ». Le 5 décembre, le Conseil de sécurité des Nations-Unies adopte une résolution française autorisant la force panafricaine et les troupes françaises à faire usage de la force pour protéger les civils dans le pays. Il effecture un aller-retour à Bangui en décembre avec le président de la République, pour rendre hommage aux deux soldats français tués le jour même dans le cadre de l'opération Sangaris,, Attentif à la transition politique en cours en janvier 2014, il y effectue de nombreux déplacements, notamment à l'occasion de l'investiture de la nouvelle présidente centrafricaine, Catherine Samba-Panza, le 21 janvier 2014 afin de lui témoigner du soutien de la France.

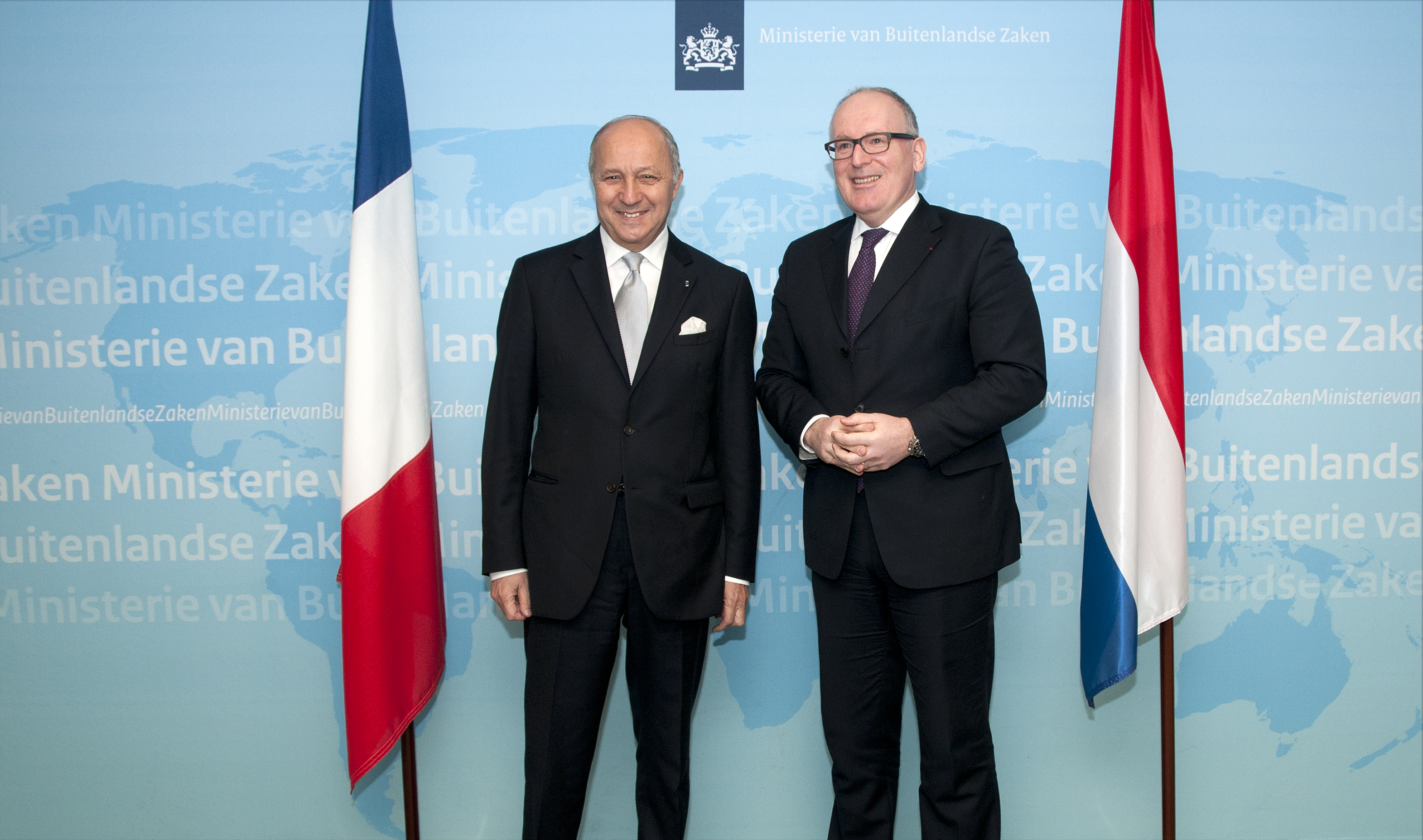
Laurent Fabius et Frans Timmermans en 2013.

Lors de négociations à Genève concernant le règlement de la guerre civile syrienne (2014), il condamne l'attitude du régime de Bachar el-Assad et témoigne à nouveau de son soutien indéfectible à l'égard de la Coalition nationale syrienne. Ces postures morales et cette absence de diplomatie seront critiquées par certains spécialistes du monde arabe pour leur absence de résultats et leurs « effets catastrophiques pour les Syriens ». Les revers de la diplomatie française dans le dossier syrien sont confirmés par l'absence d'invitation de Laurent Fabius aux réunions concernant la Syrie organisées à Vienne en octobre 2015.

Durant le déroulement de la crise ukrainienne, Laurent Fabius déclare début mars 2014 vouloir « apporter aux nouvelles autorités tout notre soutien ». Interrogé au sujet d'un possible référendum pour la Crimée, il affirme « qu’en droit international, on ne peut pas faire un référendum pour modifier des frontières » tout en admettant « davantage de décentralisation ». Le 17 mars, il évoque une possible annulation de la vente de navires militaires français Mistral à la Russie s'attirant la réplique du vice-Premier ministre russe Dmitri Rogozine estimant que la France nuirait à sa réputation de partenaire « fiable » en agissant ainsi. Laurent Fabius est accusé par la Russie d'indulgence envers le parti Svoboda alors au gouvernement et dirigé par l'ultra-nationaliste et antisémite Oleh Tyahnybok, qu'il qualifie de parti « peut-être juste un peu plus à droite que ceux de la droite traditionnelle ».

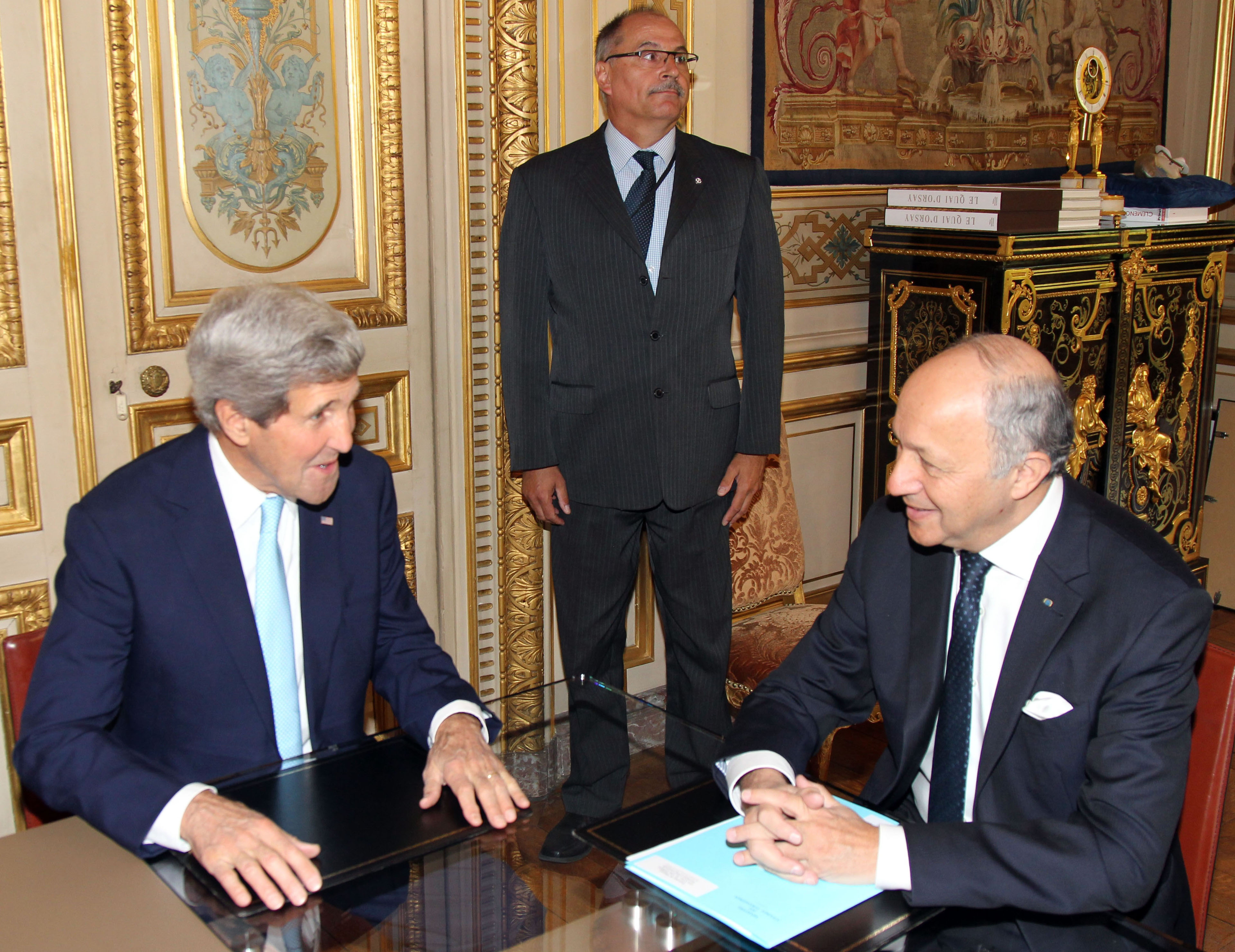
Laurent Fabius avec John Kerry, secrétaire d'État des États-Unis (Paris, 26 juin 2014).

Le 2 avril 2014, après la défaite de la gauche aux élections municipales et la démission du Premier ministre Jean-Marc Ayrault, remplacé par Manuel Valls, Laurent Fabius est maintenu dans ses fonctions au sein du gouvernement Valls, mais voit ses compétences élargies au Développement international (commerce extérieur et promotion du tourisme). Le secrétariat d'État au Commerce extérieur, historiquement intégré au ministère de l'Économie et des Finances, est alors rattaché au ministère de l'Europe et des Affaires étrangères,,. Il s’agit d'une première sous la Ve République.
En janvier 2015, il nie l'hypothèse que le Qatar puisse financer des mouvements terroristes, alors que des informations des services de renseignements français affirment l'inverse. Le magazine Marianne dénonce alors une « hypocrisie », estimant que Laurent Fabius « connaît trop bien le soutien historique que la pétromonarchie assure à la France sur le plan régional et accessoirement espère toujours, entre deux investissements en France, que le généreux émirat commandera quelques avions Rafale ».
En novembre 2015, la décision de François Hollande, en riposte aux attentats du 13 novembre 2015 en France, d'intensifier les bombardements des positions de l'État islamique constitue « une rupture avec la ligne ardemment défendue » par Laurent Fabius dans le conflit syrien,,.
En tant que président de la Conférence de Paris de 2015 sur le climat (COP21), il joue un rôle important, avec ses équipes, dans l'obtention de l'Accord de Paris, le premier accord universel contraignant, ayant pour objectif de contenir le réchauffement climatique en dessous de 2 degrés Celsius.
En février 2016, critiqué pour son cumul des mandats, il doit renoncer à la présidence de la COP21.

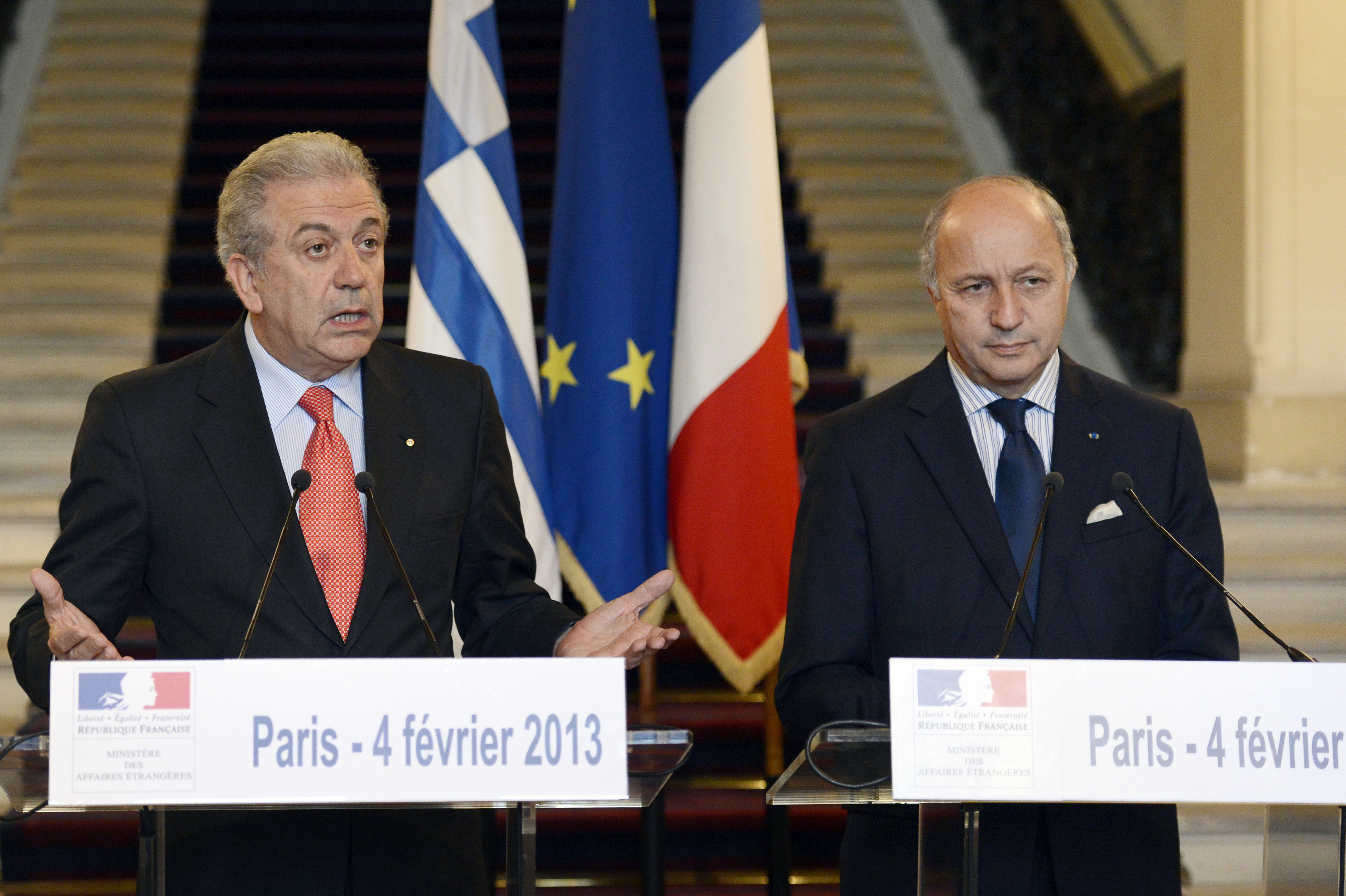
Laurent Fabius avec le ministre des affaires étrangères grec Dimítris Avramópoulos (Paris, 4 février 2013).

#### Bilan de son action aux Affaires étrangères
Le bilan de son action au ministère des Affaires étrangères est jugé plutôt négativement dans plusieurs médias. Ce bilan est néanmoins marqué par deux succès importants, l’Accord de Paris à l’occasion de la COP21 à Paris le 12 décembre 2015 et la signature de l’Accord de Vienne sur le nucléaire iranien le 14 juillet 2015. Laurent Fabius a également fait du développement d’une diplomatie économique de la France une priorité de son action au ministère des Affaires étrangères, avec par exemple la création au sein du ministère d’une direction des entreprises, chargée de mieux soutenir les entreprises françaises à l’étranger.
Sur le dossier syrien, Le Monde et différents médias évoquent son échec,   mais certains journalistes notent que Laurent Fabius, alors ministre des Affaires étrangères, s’est montré un diplomate engagé contre le dictateur Bachar al-Assad. Toutefois, en l’absence d’un engagement ferme des Etats-Unis alors présidé par Barack Obama et de l’incapacité des Etats membres de l’Union européenne à parler d’une seule voix, Bachar al-Assad a conservé le pouvoir en Syrie,,.
Le Monde évoque aussi son apparent désintérêt pour la question africaine, notamment concernant les interventions militaires de la France en Afrique. Selon Marianne, la diplomatie française est sortie affaiblie par son passage au gouvernement, où il aurait conduit une politique d'« une extrême dépendance à l’égard des États-Unis qui en fait une des plus atlantistes conduite depuis des années ».  Néanmoins, Laurent Fabius a abordé les dossiers sous le prisme des grands enjeux mondiaux qui touchent aussi le continent : le réchauffement climatique, la diplomatie économique, la politique migratoire… tentant alors de rompre avec « la France-Afrique traditionnelle ». Ainsi, sur ces dossiers, il est souvent souligné son absence « de paternalisme affiché ou de condescendance déplacée » à l’égard du continent africain.
Le Monde souligne également son absence de prises de position sur les questions de la crise dans la zone euro et sur la question des migrants. Dans le dossier iranien, Laurent Fabius s'est posé, selon L'Express, comme le représentant d'une ligne intransigeante alors qu'une approche plus modérée va finalement s'imposer.
Seul son engagement pour la COP21 est considéré comme un élément positif de son action. Son action dans ce dossier a été unanimement saluée,.

### Président du Conseil constitutionnel de 2016 à 2025

#### Nomination
Le 10 février 2016, Laurent Fabius annonce son départ du gouvernement, tout en expliquant qu'il est « pressenti » pour devenir le prochain président du Conseil constitutionnel, ce qui est ensuite confirmé par un communiqué de la présidence de la République, où François Hollande dit qu'il envisage de le nommer à ce poste. François Hollande nomme Laurent Fabius président du Conseil constitutionnel le 19 février 2016,. Il prête serment et prend ses fonctions le 8 mars 2016.

#### Modernisation

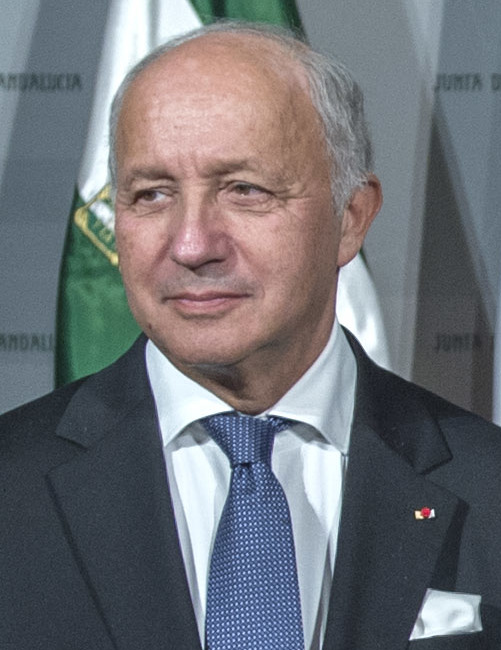
Laurent Fabius en 2017.

Au début de sa présidence, il entend moderniser l'institution en la « juridictionnalisant » davantage, notamment via la suppression de la présence de droit des anciens présidents de la République, réforme qui avait elle-même été promise par le candidat François Hollande lors de la présidentielle 2012.

#### Internationalisation
Dès 2016, il entretient une relation particulièrement étroite avec le tribunal constitutionnel fédéral de Karlsruhe

#### Défense de l’État de droit
Cette section est promotionnelle ou publicitaire (janvier 2025). Considérez son contenu avec précaution et/ou discutez-en.
Durant sa présidence au Conseil constitutionnel, il défend l'État de droit, face à ce qu’il appelle un « malaise démocratique ».
Face aux multiples attaques, le président du Conseil constitutionnel n’a cessé de défendre l’État de droit[réf. nécessaire], « condition de la démocratie, qui ne doit pas être confondu avec l’état du droit qui, lui, bien sûr, peut être modifié ».

#### Réforme des retraites de 2023
Le Canard enchaîné affirme que le président du Conseil constitutionnel Laurent Fabius a discrètement signalé sa vigilance sur ce texte et sur le risque de cavaliers budgétaires.

## Synthèse des résultats électoraux

### Élections législatives
| Année | Parti                   | Parti | Circonscription         | 1er tour | 1er tour | 1er tour              | 2d tour               | 2d tour               | 2d tour | Issue |
| Année | Parti                   | Parti | Circonscription         | Voix     | %        | Rang                  | Voix                  | %                     | Rang    | Issue |
| ----- | ----------------------- | ----- | ----------------------- | -------- | -------- | --------------------- | --------------------- | --------------------- | ------- | ----- |
| 1978  |                         | PS    | 2e de la Seine-Maritime | 24 668   | 32,64    | 1er                   | 47 330                | 62,35                 | 1er     | Élu   |
| 1981  | 36 944                  | PS    | 2e de la Seine-Maritime | 54,77    | 1er      |                       |                       |                       | Élu     |       |
| 1986  | Seine-Maritime          | PS    | 211 198                 | 35,54    | 2e       | Scrutin proportionnel | Scrutin proportionnel | Scrutin proportionnel | Élu     |       |
| 1988  | 4e de la Seine-Maritime | PS    | 26 495                  | 61,89    | 1er      |                       |                       |                       | Élu     |       |
| 1993  | 4e de la Seine-Maritime | PS    | 12 655                  | 27,67    | 1er      | 23 147                | 52,04                 | 1er                   | Élu     |       |
| 1997  | 4e de la Seine-Maritime | PS    | 19 525                  | 41,73    | 1er      | 31 615                | 72,91                 | 1er                   | Élu     |       |
| 2002  | 4e de la Seine-Maritime | PS    | 21 288                  | 49,25    | 1er      | 26 064                | 68,15                 | 1er                   | Élu     |       |
| 2007  | 4e de la Seine-Maritime | PS    | 21 599                  | 49,87    | 1er      | 27 536                | 67,54                 | 1er                   | Élu     |       |
| 2012  | 4e de la Seine-Maritime | PS    | 25 978                  | 52,91    | 1er      |                       |                       |                       | Élu     |       |

### Élections européennes
Les résultats ci-dessous concernent uniquement les élections où il est tête de liste.
| Année | Parti | Parti | Circonscription | Voix      | %     | Rang | Sièges  |
| ----- | ----- | ----- | --------------- | --------- | ----- | ---- | ------- |
| 1989  |       | PS    | France          | 4 286 354 | 23,61 | 2e   | 22 / 81 |

## Détail des mandats et fonctions

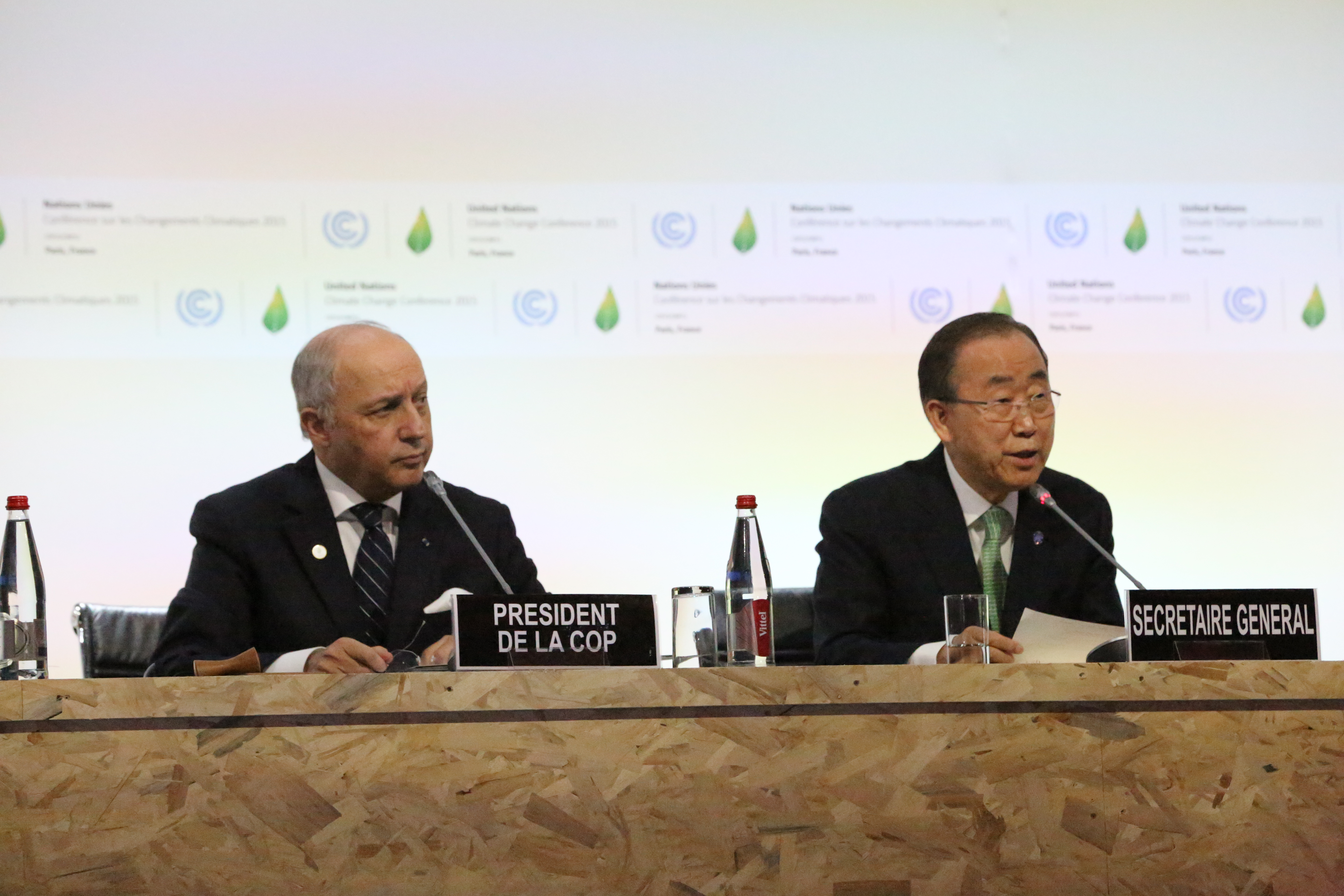
Laurent Fabius avec Ban Ki-moon, le secrétaire général de l'Organisation des Nations unies (Paris, 30 novembre 2015).

### Au gouvernement
- 22 mai 1981 – 22 mars 1983 : ministre délégué auprès du ministre de l’Économie et des Finances, chargé du Budget.
- 22 mars 1983 – 17 juillet 1984 : ministre de l’Industrie et de la Recherche.
- 19 juillet 1984 – 20 mars 1986 : Premier ministre.
- 27 mars 2000 – 6 mai 2002 : ministre de l’Économie, des Finances et de l’Industrie.
- 16 mai 2012 – 29 mars 2014 : ministre des Affaires étrangères.
- 2 avril 2014 – 11 février 2016 : ministre des Affaires étrangères et du Développement international.

### À l’Assemblée nationale
- 3 avril 1978 – 22 mai 1981 : député de la 2e circonscription de la Seine-Maritime.
- 2 juillet 1981 – 23 juillet 1981 : député de la 2e circonscription de la Seine-Maritime.
- 2 avril 1986 – 14 mai 1988 : député de la Seine-Maritime (élu au scrutin proportionnel).
- 23 juin 1988 – 1er avril 1993 : député de la 4e circonscription de la Seine-Maritime.
- 23 juin 1988 – 21 janvier 1992 : président de l'Assemblée nationale.
- 2 avril 1993 – 21 avril 1997 : député de la 4e circonscription de la Seine-Maritime.
- 12 juin 1997 – 27 avril 2000 : député de la 4e circonscription de la Seine-Maritime.
- 12 juin 1997 – 28 mars 2000 : président de l'Assemblée nationale.
- 19 juin 2002 – 19 juin 2007 : député de la 4e circonscription de la Seine-Maritime.
- 20 juin 2007 – 4 juin 2012 : député de la 4e circonscription de la Seine-Maritime (démissionnaire).
- 20 juin 2012 – 21 juillet 2012 : député de la 4e circonscription de la Seine-Maritime.

### Au Parlement européen
- 25 juillet 1989 – 2 avril 1992 : député européen.

### Au niveau local
- 21 mars 1977 – 13 mars 1983 : adjoint au maire du Grand-Quevilly (Seine-Maritime).
- juillet 1981 – février 1982 : président du conseil régional de Haute-Normandie.
- 14 mars 1983 – 19 mars 1989 : adjoint au maire du Grand-Quevilly.
- 17 mars 1986 – 17 mai 1989 : conseiller régional de Haute-Normandie.
- 20 mars 1989 – 18 juin 1995 : adjoint au maire du Grand-Quevilly.
- 1989-2000 : président du SIVOM (Syndicat intercommunal à vocation multiple) de Rouen, puis du district de l'agglomération de Rouen.
- 23 mars 1992 – 29 juin 1995 : conseiller régional de Haute-Normandie.
- 19 juin 1995 – 18 mars 2001 : conseiller municipal du Grand-Quevilly.
- 19 juin 1995 – 30 mars 2000 : maire du Grand-Quevilly.
- 31 mars 2000 – 18 mars 2001 : adjoint au maire du Grand-Quevilly.
- 1er juin 2000 – 1er août 2002 : conseiller général de la Seine-Maritime.
- 18 mars 2001 – 16 mars 2008 : adjoint au maire du Grand-Quevilly.
- 2001-2008 : vice-président de la communauté d'agglomération rouennaise.
- 2008-2014 : premier adjoint au maire du Grand-Quevilly.
- 2014-2016 : conseiller municipal du Grand-Quevilly.
- 3 avril 2008 – 31 décembre 2009 : président de la communauté d'agglomération rouennaise.
- 1er janvier 2010 – 23 juin 2012 : président de la CREA.

### Au sein de partis politiques
- 1977 : membre du comité directeur au titre de la motion 1 (François Mitterrand).
- 1978 : délégué général du PS, membre de la commission « projet socialiste ».
- 1978 : secrétaire législatif au sein du groupe socialiste à l’Assemblée nationale.
- 1979 : secrétaire national du PS, à la presse et porte-parole. Membre du bureau national et du comité directeur.
- 1981-1986 : membre du bureau national et du comité directeur du PS.
- 1986-1988 : secrétaire national du PS, à l’éducation.
- 1988-1992 : membre du bureau national et du comité directeur du PS.
- 1992-1993 : premier secrétaire du PS.
- 1993-2002 : membre du bureau national et du conseil national du PS.
- 1995-1997 : président du groupe socialiste à l'Assemblée nationale.
- 2002-2005 : secrétaire national du PS, chargé des élus et du territoire.
- 2006-2007 : membre du bureau national du PS.
- 2009-2012 : membre du bureau national du PS.

### Autres fonctions
- Depuis le 8 mars 2016 : président du Conseil constitutionnel.
- Administrateur de l'Institut François-Mitterrand.
- Parrain de la promotion de 2017 de l’École de formation professionnelle des barreaux de la cour d’appel de Paris (EFB).
- Membre du comité stratégique de la France China Foundation, institution franco-chinoise dont l’objectif est d’encourager le dialogue entre la France et la Chine[142].
- Depuis le 14 novembre 2017 : Haut référent pour la gouvernance environnementale par le programme des Nations unies pour l'environnement[143], à titre « honorifique et bénévole »[144].

## Décorations et distinctions

### Décorations

#### Françaises
- Grand officier de la Légion d'honneur, en 2017[145].
- Grand-croix de l'ordre national du Mérite, en 1984 en tant que Premier ministre[146].

#### Étrangères
- Grand-croix d'or de l'ordre du Mérite (Autriche).
- Officier de l’ordre national du Québec (Canada)[147].
- Grand-croix de l'ordre d'Isabelle la Catholique (Espagne)[148].
- Chevalier grand-croix de l'ordre du Mérite de la République italienne (Italie)[149].
- Grand cordon de l'ordre du Soleil Levant (Japon)[150]
- Grand officier de l'ordre national du Mali[151].
- Grand-croix de l'ordre royal norvégien du Mérite (Norvège)[152].
- Grand-croix de l'ordre de l'Étoile de Roumanie (1999)[153].
- Chevalier grand-croix de l'ordre de Saint-Michel et Saint-Georges (Royaume-Uni)[154].
- Grand-croix de l'ordre du Mérite de la république de Pologne.
- Commandeur avec étoile de l'ordre Polonia Restituta (Pologne).
- Grand-croix de l'ordre de l'Infant Dom Henrique (Portugal)[155].

### Distinction
Le 4 février 2000, par décret du président de la République française, il est promu capitaine de frégate de réserve.

## Publications
- La France inégale, Paris, éd. Hachette, 1975.
- Le Cœur du futur, Paris, éd. Calmann-Lévy, 1985[157].
- C’est en allant vers la mer, Paris, éd. Seuil, 1990[158].
- Les Blessures de la vérité, Paris, éd. Flammarion, 1995 (Prix du livre politique en 1996)[159].
- Cela commence par une balade, Paris, éd. Plon, 2003[160].
- Une certaine idée de l’Europe, Paris, éd. Plon, 2004.
- La Reconstruction de la gauche ? (avec Alain Finkielkraut), Grenoble, éd. Forum Libération de Grenoble, 2008.
- Le Cabinet des douze, Paris, éd. Gallimard, 2010 (Prix Montaigne de Bordeaux 2011)[161].
- La Diplomatie au défi des religions : Tensions, guerres, médiations (ouvrage collectif), Paris, éd. Odile Jacob, 2014.
- 37, quai d'Orsay. Diplomatie française 2012-2016, Paris, éd. Plon, 2016[162].
- Rouge Carbone, Paris, éd. Humensis, 2020[163].
- Tableaux pluriels: voyage parmi les polyptyques d'hier et d'aujourd'hui, Paris, éd. Gallimard, 2022[164].